# Division 1 Féminine 2012-2013
La Division 1 Féminine 2012-2013 è stata la 39ª edizione della massima divisione del campionato francese femminile di calcio. Il campionato è iniziato il 9 settembre 2012 e si è concluso il 26 maggio 2013. L'Olympique Lione ha vinto il campionato per il settimo anno consecutivo. Capocannoniere del torneo è stata Lotta Schelin (Olympique Lione) con 24 reti realizzate.

## Stagione

### Novità
Dalla Division 1 Féminine 2011-2012 sono stati retrocessi in Division 2 Féminine l'Hénin-Beaumont, il Soyaux e il Muret. Dalla Division 2 sono stati promossi l'Arras, l'Issy-les-Moulineaux e il Tolosa.

### Formato
Le 12 squadre si affrontano in un girone all'italiana con partite di andata e ritorno, per un totale di 22 giornate. La squadra prima classificata è campione di Francia, mentre le ultime tre classificate retrocedono in Division 2. Le prime due classificate sono ammesse alla UEFA Women's Champions League.

## Squadre partecipanti
| Club                | Stagione | Città               | Stadio                 | Stagione precedente             |
| ------------------- | -------- | ------------------- | ---------------------- | ------------------------------- |
| Arras               | dettagli | Arras               | Stadio Degouve-Brabant | 1º posto in Division 2 gruppo A |
| Guingamp            | dettagli | Guingamp            | Stadio Fred Aubert     | 6º posto in Division 1          |
| Issy-les-Moulineaux | dettagli | Issy-les-Moulineaux | Stadio Gabriel-Voisin  | 1º posto in Division 2 gruppo B |
| FCF Juvisy          | dettagli | Juvisy-sur-Orge     | Stadio Georges Maquin  | 2º posto in Division 1          |
| Montpellier         | dettagli | Montpellier         | Stadio Jules Rimet     | 3º posto in Division 1          |
| Olympique Lione     | dettagli | Lione               | Stadio di Gerland      | Campione di Francia             |
| Paris Saint-Germain | dettagli | Parigi              | Stadio Charléty        | 4º posto in Division 1          |
| Rodez               | dettagli | Rodez               | Stadio Paul Lignon     | 8º posto in Division 1          |
| Saint-Étienne       | dettagli | Saint-Étienne       | Stadio Léon Nautin     | 5º posto in Division 1          |
| Tolosa              | dettagli | Tolosa              | Stadio de la Ramée     | 1º posto in Division 2 gruppo C |
| Vendenheim          | dettagli | Vendenheim          | Stadio Waldeck         | 7º posto in Division 1          |
| Yzeure              | dettagli | Yzeure              | Stadio de Bellevue     | 9º posto in Division 1          |

## Classifica finale
|  | Pos. | Squadra             | Pt | G  | V  | N | P  | GF  | GS | DR   |
|  | ---- | ------------------- | -- | -- | -- | - | -- | --- | -- | ---- |
|  | 1.   | Olympique Lione     | 88 | 22 | 22 | 0 | 0  | 132 | 5  | +127 |
|  | 2.   | Paris Saint-Germain | 78 | 22 | 18 | 2 | 2  | 75  | 10 | +65  |
|  | 3.   | FCF Juvisy          | 71 | 22 | 16 | 1 | 5  | 65  | 16 | +49  |
|  | 4.   | Montpellier         | 67 | 22 | 14 | 3 | 5  | 65  | 23 | +42  |
|  | 5.   | Yzeure              | 53 | 22 | 9  | 4 | 9  | 34  | 44 | -10  |
|  | 6.   | Saint-Étienne       | 52 | 22 | 8  | 6 | 8  | 27  | 35 | -8   |
|  | 7.   | Guingamp (-3)       | 49 | 22 | 9  | 3 | 10 | 35  | 43 | -8   |
|  | 8.   | Rodez               | 46 | 22 | 7  | 3 | 12 | 24  | 49 | -25  |
|  | 9.   | Arras               | 39 | 22 | 4  | 5 | 13 | 23  | 76 | -53  |
|  | 10.  | Vendenheim          | 35 | 22 | 3  | 4 | 15 | 14  | 74 | -60  |
|  | 11.  | Issy-les-Moulineaux | 31 | 22 | 2  | 3 | 17 | 19  | 74 | -55  |
|  | 12.  | Tolosa              | 29 | 22 | 1  | 4 | 17 | 17  | 81 | -64  |

Legenda:
      Campione di Francia e ammessa alla UEFA Women's Champions League 2013-2014.
      Ammessa alla UEFA Women's Champions League 2013-2014.
      Retrocesse in Division 2.
Note:
Quattro punti a vittoria, due a pareggio, uno a sconfitta.
Il Guingamp ha scontato 3 punti di penalizzazione.

## Risultati

### Tabellone
|                     | Arr  | Gui  | Iss  | Juv  | Mon  | Oly  | PSG  | Rod  | Sai  | Tol  | Ven  | Yze  |
| ------------------- | ---- | ---- | ---- | ---- | ---- | ---- | ---- | ---- | ---- | ---- | ---- | ---- |
| Arras               | –––– | 1-1  | 2-1  | 3-4  | 0-3  | 0-6  | 1-4  | 0-2  | 0-2  | 2-2  | 2-0  | 4-1  |
| Guingamp            | 7-0  | –––– | 4-2  | 0-2  | 1-6  | 1-5  | 1-1  | 2-0  | 0-1  | 3-0  | 1-0  | 2-0  |
| Issy-les-Moulineaux | 1-1  | 0-2  | –––– | 0-4  | 1-3  | 0-8  | 0-2  | 0-1  | 0-2  | 4-2  | 1-4  | 2-2  |
| Juvisy              | 6-0  | 3-1  | 9-1  | –––– | 2-0  | 0-4  | 0-2  | 0-0  | 4-0  | 6-0  | 4-0  | 3-0  |
| Montpellier         | 7-0  | 1-1  | 8-0  | 0-1  | –––– | 0-4  | 1-1  | 7-0  | 1-1  | 2-1  | 6-0  | 1-0  |
| O. Lione            | 13-1 | 3-0  | 9-0  | 2-0  | 6-2  | –––– | 3-0  | 8-0  | 5-0  | 7-0  | 13-0 | 3-0  |
| Paris SG            | 6-0  | 5-0  | 2-0  | 2-1  | 3-1  | 0-1  | –––– | 5-0  | 4-1  | 3-0  | 11-0 | 3-0  |
| Rodez               | 5-1  | 4-0  | 1-0  | 0-3  | 0-2  | 0-3  | 0-4  | –––– | 1-1  | 4-1  | 0-2  | 2-4  |
| Saint-Étienne       | 1-1  | 4-0  | 2-0  | 0-5  | 0-2  | 0-3  | 0-5  | 2-0  | –––– | 5-1  | 3-0  | 2-2  |
| Tolosa              | 0-2  | 1-2  | 3-4  | 0-5  | 0-5  | 1-11 | 0-6  | 1-1  | 1-0  | –––– | 0-0  | 1-5  |
| Vendenheim          | 2-2  | 1-4  | 2-1  | 0-3  | 1-4  | 0-7  | 0-3  | 0-1  | 0-0  | 1-1  | –––– | 1-4  |
| Yzeure              | 2-0  | 3-2  | 1-1  | 1-0  | 0-3  | 0-8  | 0-3  | 3-2  | 0-0  | 3-1  | 3-0  | –––– |

## Statistiche

### Classifica marcatrici
| Gol |  |  | Giocatore         | Squadra         |
| --- |  |  | ----------------- | --------------- |
| 24  |  |  | Lotta Schelin     | Olympique Lione |
| 20  |  |  | Camille Abily     | Olympique Lione |
| 20  |  |  | Eugénie Le Sommer | Olympique Lione |
| 19  |  |  | Hoda Lattaf       | Montpellier     |
| 18  |  |  | Laura Bouillot    | Yzeure          |
| 17  |  |  | Kosovare Asllani  | Paris SG        |
| 17  |  |  | Lindsey Horan     | Paris SG        |
| 17  |  |  | Laëtitia Tonazzi  | Olympique Lione |